# Датчик

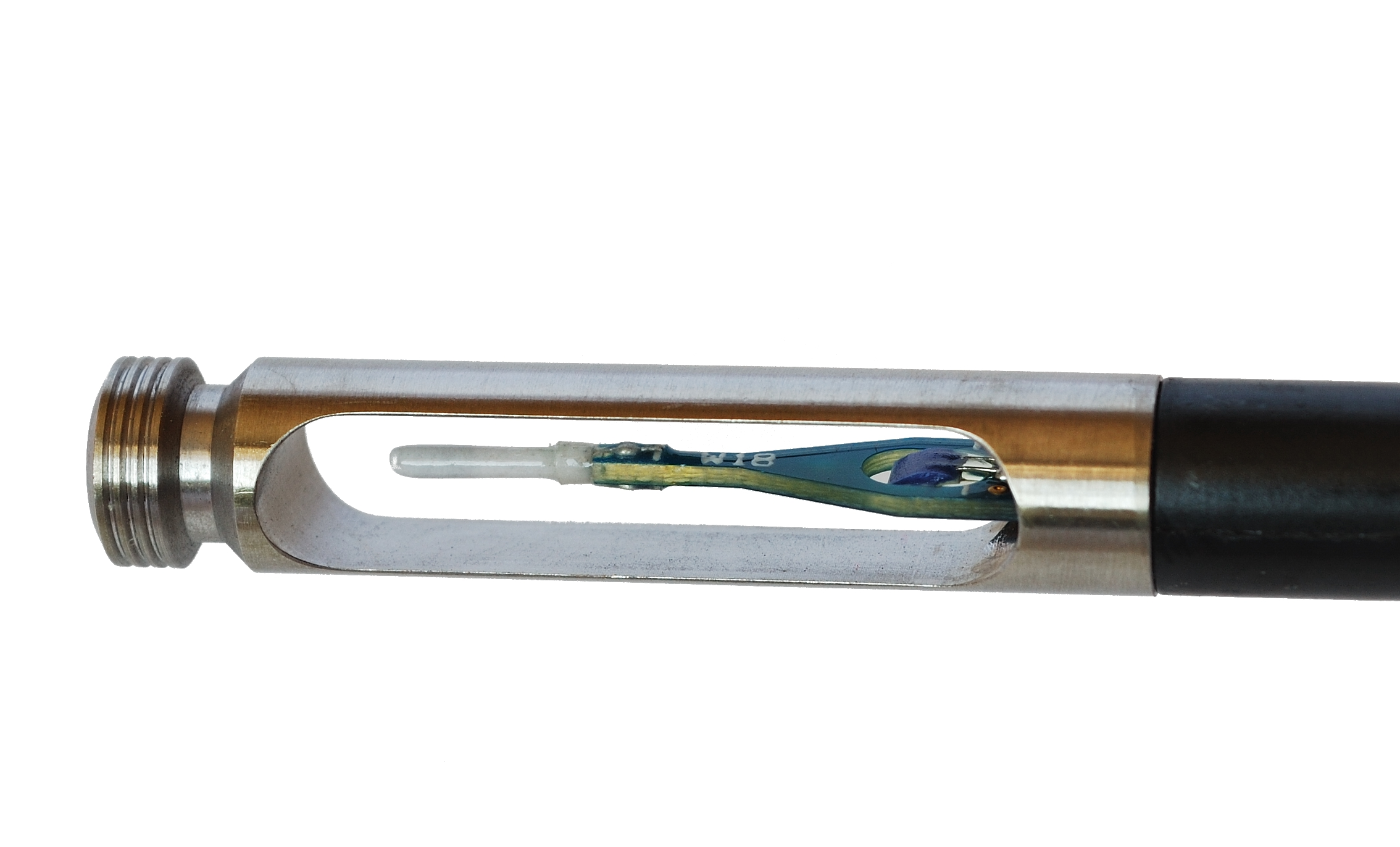
Давач приладу для вимірювання швидкості руху повітря

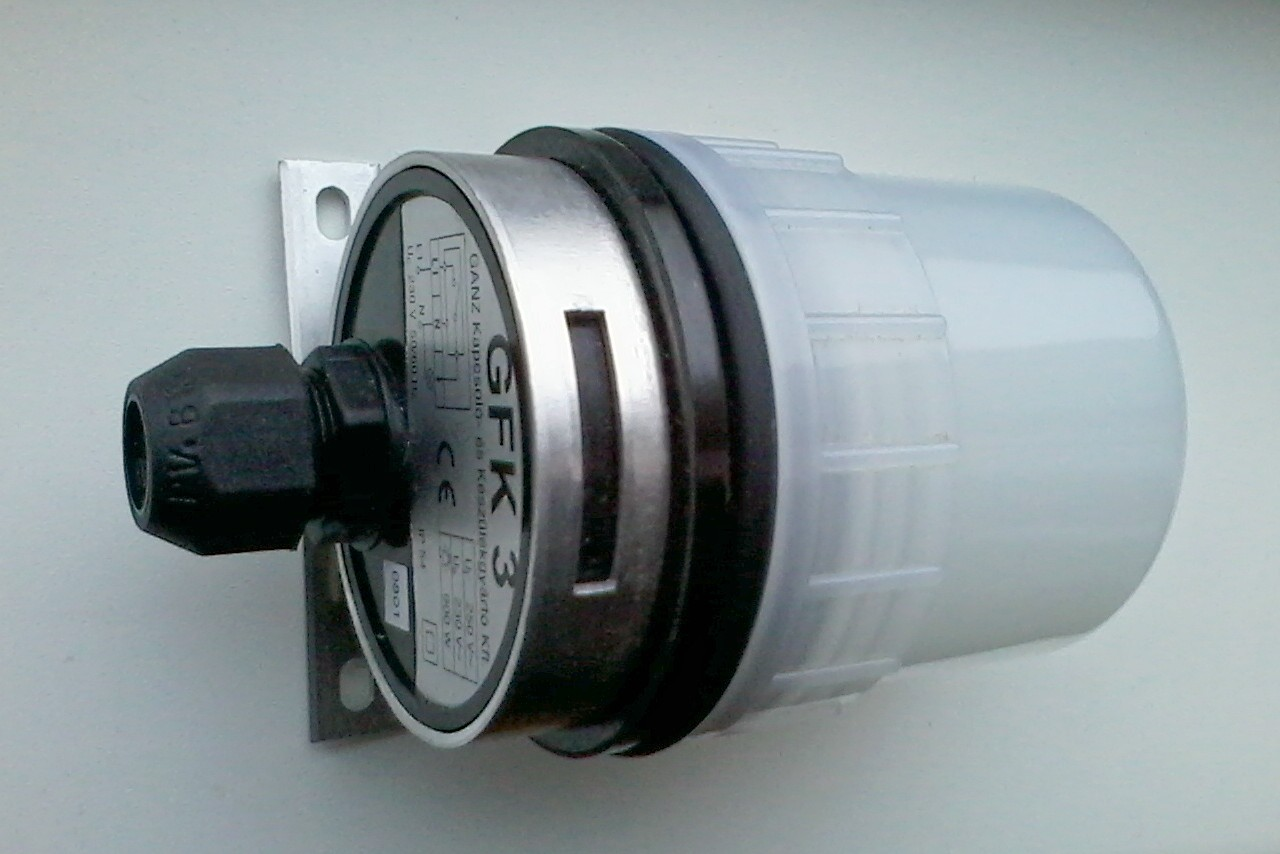
Сутінковий давач

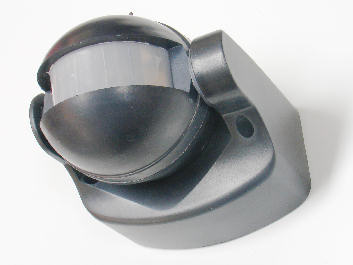
Давач руху

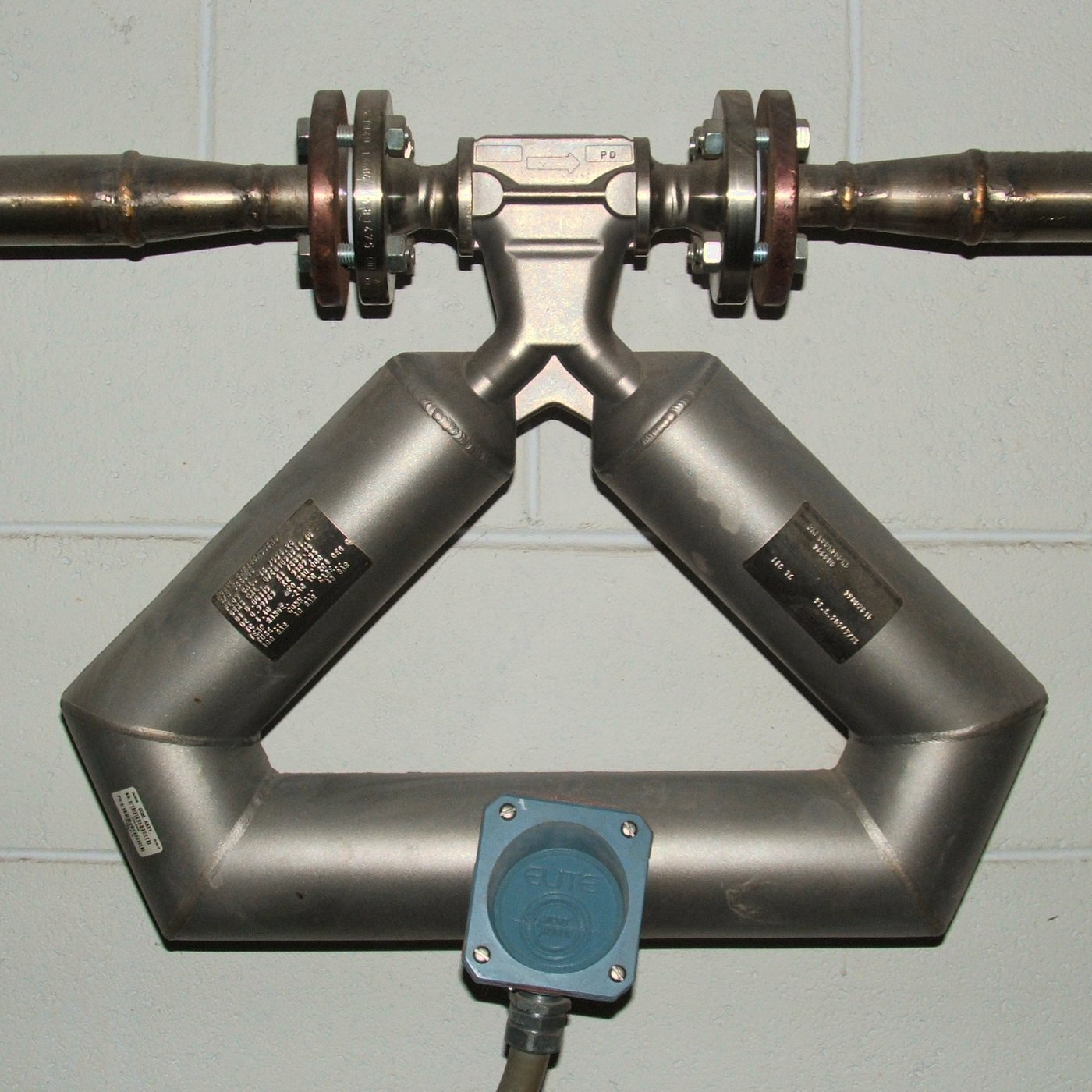
Давач витрати — витратомір Коріоліса

Да́тчик, дава́ч, да́тник, се́нсор — вимірювальний пристрій у вигляді конструктивної сукупності одного або декількох вимірювальних перетворювачів величини, що вимірюється і контролюється, та котрий виробляє вихідний сигнал, зручний для дистанційного передавання, зберігання та використання у системах керування і має нормовані метрологічні характеристики.
Наприклад, у гірничій справі широко застосовуються давачі зольності, вологості, сірчистості, рівня матеріалу (наприклад, у бункерах), кінцеві вимикачі (наприклад, на конвеєрах) тощо.

## Термін
У багатьох сучасних словниках української мови термін «давач» подається як єдиний можливий відповідник російського терміна «датчик». У тому числі й у академічному російсько-українському словнику за редакцією В. В. Жайворонка У виданій 1973 року українською мовою «Енциклопедії кібернетики», також вживається лише термін «давач».. Слово «датчик» увійшло в українську як запозичення з російської, і деякі сучасні словники фіксують обидва терміни «давач» та «датчик», хоч подають останній як менш рекомендований.
Інший варіант терміна — «датник».

## Загальні відомості

Місце вимірювального перетворювача у структурі системи автоматичного контролю.

Давачі є елементами технічних систем, призначених для вимірювання, сигналізації, регулювання, керування приладами та процесами. Давачі перетворюють величину, яка контролюється (тиск, температура, витрата, концентрація, частота, швидкість, переміщення, електрична напруга, електричний струм тощо) у сигнал (електричний, оптичний, пневматичний), зручний для вимірювання, передавання, перетворення, зберігання та реєстрації інформації про стан об'єкта вимірювання.
Історично та логічно давачі пов'язано з технікою вимірювання та вимірювальними приладами, такими як: термометри, витратоміри, прилади для вимірювання тиску та інше; узагальнювальний термін «давач (датчик)» закріпився завдяки розвитку автоматичних систем керування, як елемент узагальненої логічної концепції «давач — система керування — виконавчий пристрій — Об'єкт керування». Спеціальним випадком є використання давачів у автоматичних системах реєстрації параметрів, наприклад, у системах наукових досліджень.

## Означення поняття «давач»
Термін «давач» (датник) у технічному застосуванні можна означити так:
- первинний вимірювальний перетворювач (чутливий елемент або сенсор) — вимірювальний перетворювач, який першим взаємодіє з об'єктом вимірювання[10] і видає сигнал вимірювальної інформації, придатний для технічного використання, зазвичай електричний, хоча буває і інший (наприклад, пневматичний сигнал). Наприклад: тензорезистор, фотодіод, сильфон та ін.;
- завершений виріб на основі згаданого вище елементу, що додатково може мати, залежно від потреби, засоби: підсилення сигналу, лінеаризації, калібрування, аналого-цифрового перетворення та інтерфейсу для інтегрування у системи керування. У цьому випадку чутливий елемент давача сам по собі може називатись сенсором. Наприклад: світлочутлива матриця, датчик тиску та інше;
- частина вимірювальної системи або системи керування у вигляді закінченої конструктивної сукупності первинних вимірювальних перетворювачів, що містить один або декілька вторинних вимірювальних перетворювачів сигналу, котра розміщена у зоні дії факторів впливу об'єкту і яка сприймає стандартно закодовану інформацію від цього об'єкту. Наприклад: витратомір Коріоліса, тензометр тощо.

## Функції давачів
Останнім часом стосовно давачів застосовуються терміни: «багатофункційний давач» чи «інтелектуальний давач», що відбиває напрямки розвитку сучасних давачів. Під цими термінами, крім функцій первинного вимірювального перетворення, мають на увазі додаткові можливості вимірювання декількох фізичних величин та використання вбудованих аналого-цифрових перетворювачів з мікроконтролерами, що суттєво розширює функціональний діапазон давачів, а саме:
- попередня обробка сигналів (лінеаризація, фільтрування, корекція похибок);
- само-діагностування;
- дистанційне конфігурування (діапазону вимірювань, одиниць вимірювань, узгодження частотних характеристик);
- окремі елементи керування;
- передавання інформації з використанням промислових мереж Profibus,Ineterbus,Profinet та інших.

## Класифікація давачів

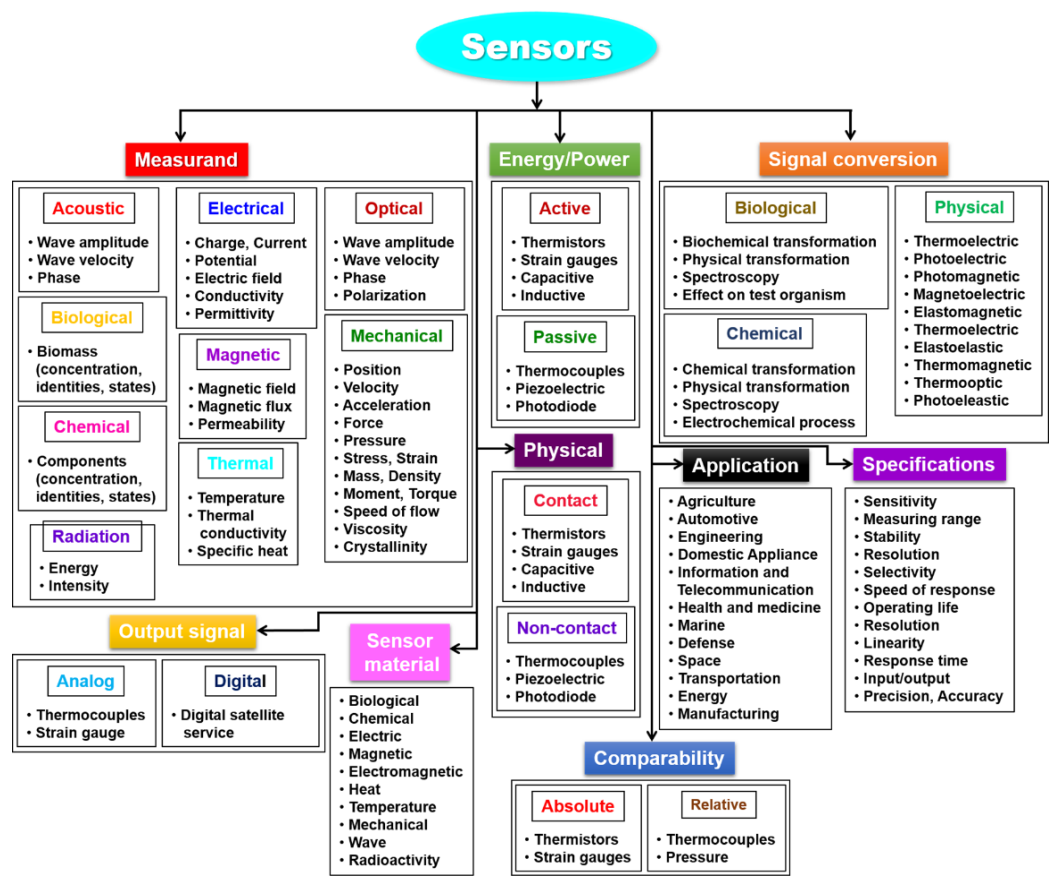
Класифікація датчиків на основі вимірюваної величини, енергії/потужності, фізичного контакту, перетворення сигналу, вихідного сигналу, порівнянності, матеріалу датчика, специфікації та застосування.

### За принципом перетворення енергії
За принципом перетворення енергії розрізняють активні та пасивні давачі, що відрізняються способами формування сигналу та схемами підключення:
- активні (генераторні) — давачі, у яких здійснюється перетворення видів енергії від входу до виходу;
- пасивні (параметричні) — давачі, у котрих вхідна енергія змінює параметри визначених елементів первинних вимірювальних перетворювачів.

### За видом вхідної фізичної величини
За вхідними фізичними величинами, що підлягають перетворенню давачі бувають:
- електричні та магнітні;
- теплових величин;
- механічних величин;
- оптичних параметрів;
- форми та розмірів;
- акустичних величин;
- концентрації та складу;
- іонізаційного випромінення.

### За використаними фізико-хімічними ефектами
За фізико-хімічними ефектами, що лежать в основі роботи вимірювальних перетворювачів, розрізняють давачі:
- резистивні (потенціометричні, терморезистивні, тензорезистивні);
- ємнісні (електростатичні);
- індуктивні та електромагнітні;
- електричного заряду, напруги або струму;
- зміни геометричних розмірів, маси або положення;
- оптичних ефектів;
- біохімічні.

### За характером вихідного сигналу
За характером вихідного сигналу давачі бувають:
- дискретні;
- аналогові;
- цифрові;
- імпульсні.

### За видом вихідного сигналу
За фізичною природою вихідного сигналу давачі бувають:
- з електричним вихідним сигналом (найпоширеніші);
- пневматичним вихідним сигналом;
- оптичним вихідним сигналом (перспективні);

та інше.

## Додаткова література

### Книги
- Серія книг Series in Sensors (Routledge, 1992-2023+)
- Ahmed Barhoum and Zeynep Altintas (2023). Advanced Sensor Technology. Elsevier. ISBN 978-0-323-90222-9.
- Ahmed Barhoum and Zeynep Altintas (2023). Fundamentals of Sensor Technology. Elsevier. ISBN 978-0-323-88431-0.

### Журнали
- Sensors and Actuators A: Physical
- IEEE Sensors Journal
- Sensors
- ACS Sensors
- Journal of Sensors